# Söderhamns Fotbollförening
O Söderhamns Fotboll, ou simplesmente Söderhamns FF, é um clube de futebol da Suécia fundado em 28 de janeiro de 1986. Sua sede fica localizada em Söderhamn, na província da Hälsingland.